# Münznominal

Das einheitliche Münznominal der 1-Euro-Münze

Münznominal (meist nur Nominal; von lateinisch nominare ‚bezeichnen‘) ist in der Numismatik der Name der Münzeinheit in Verbindung mit einer bestimmten, durch Denomination festgelegten Stückelung.
Der numismatische Spezialbegriff des Münznominals wird allgemein in der Wirtschaft dem Nennwert (oder „Nominalwert“) untergeordnet. Der Begriff wird auch umschrieben mit „Nominalwert“, „Münzwert“, „Nennwert“ oder „Nenngröße“. Münznominal ist die Nenngröße einer Währung in ihrer Stückelung. Eine offizielle Verringerung des Nennwertes einer umlaufenden Münze wird als Münzherabsetzung bezeichnet. Münznominale sind stets auf dem Avers (Vorderseite) von Münzen aufgeprägt.
Wie der Pfennig in Mitteleuropa blieb auch der englische Penny – von wenigen Ausnahmen abgesehen – bis ins Hochmittelalter das einzige Münznominal.
Beispiel
Die Nominalwertreihe eines Reichstalers konnte lauten: Doppeltaler – 1 Taler – 1⁄2 T. – 1⁄3 T. – 1⁄4 T. – 1⁄6 T. – 1⁄12 T. – 1⁄24 T. – Ein Nominal kann dabei in verschiedenen Varianten geprägt worden sein (unterschiedliche Ausgabejahre, Regenten, Münzstätten).

## Internationale Münznominale
Für einzelne Münznominale haben sich international umgangssprachliche Bezeichnungen gebildet:
| Umgangssprachliche Münzbezeichnung | Staat/Region                  | offizielles Münznominal                                                                                              |
| ---------------------------------- | ----------------------------- | --- |
| bob                                | Vereinigtes Königreich        | früher: 1 Shilling                                                                                                   |
| dime                               | Kanada und Vereinigte Staaten | 10 Cent |
| Fränkler                           | Schweiz                       | 1 Schweizer Franken                                                                                                  |
| Groschen                           | Deutschland und Österreich    | früher in Deutschland 10 Pfennig, heute gelegentlich für 10 Cent früher in Österreich Münzdenomination des Schilling |
| Heiermann                          | Nord- und Westdeutschland     | früher: 5 Deutsche Mark                                                                                              |
| loonie                             | Kanada                        | 1 Kanadischer Dollar                                                                                                 |
| nickel                             | Kanada und Vereinigte Staaten | 5 Cent |
| penny                              | Kanada und Vereinigte Staaten | 1 Cent |
| quarter                            | Kanada und Vereinigte Staaten | 25 Cent |
| Räppler                            | Schweiz                       | 1 Rappen |
| tooney                             | Kanada                        | 2 Kanadische Dollar                                                                                                  |

Die Herkunft des Wortes „bob“ ist ungeklärt und dürfte als umgangssprachliche Bezeichnung für den Shilling im späten 18. Jahrhundert entstanden sein. Das Wort „loonie“ leitet sich vom Eistaucher (englisch loon) ab, der auf der kanadischen Münze abgebildet ist. „Toonie“ wiederum ist ein Kofferwort aus dem „loonie“ und der Zahl 2 (englisch two).

## Eurozone
In der Eurozone gibt es heute 19 Münzregale, bei denen ein einheitlicher europäischer Avers und eine national gestaltete Rückseite („Revers“) besteht, so dass jedes der acht Münznominale im Euro-Währungsgebiet in 19 verschiedenen Varianten existiert.

## Abgrenzung
Der sich aus dem Münznominal ergebende Nominalwert unterscheidet sich meist vom Metallwert, vom Kurswert und vom Sammlerwert.